# José António Amorim Dias

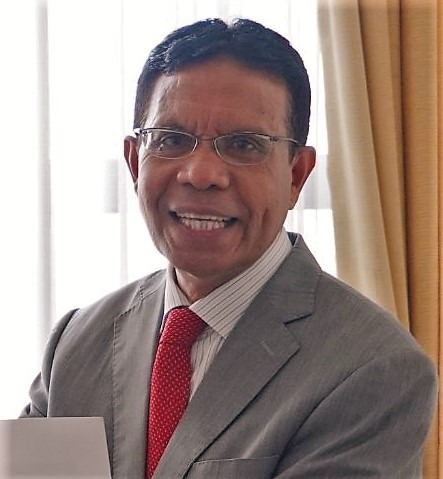
José António Amorim Dias (2022)

José António Amorim Dias (* 15. Juni 1963 in Lospalos, Portugiesisch-Timor) ist ein osttimoresischer Diplomat. Bis 2017 war er Botschafter Osttimors in Malaysia.

## Werdegang
Als Kind erlebte Dias die indonesische Invasion von Dili am 7. Dezember 1975. Eigentlich hatte sein tiefreligiöser, römisch-katholischer Vater Bartolomeu Dias, ein Sergeant in der portugiesischen Kolonialarmee, für ihn die Priesterlaufbahn geplant, doch der Einmarsch der Indonesier brachte das Leben des Jungen, wie er später in einem Interview erklärte, in eine andere Richtung. Der Vater starb 1984 an den Folgen der Verletzungen, die er bei dem indonesischen Angriff erlitten hatte. Der Sohn ging in den osttimoresischen Widerstand.
In den Bergen erhielt er den Kampfnamen „Joko“, später im Untergrund in Jakarta wurde er „Haksolok“ genannt. 1991 wurde Dias gefangen genommen und kam in das Polda-Gefängnis für „Tätigkeiten zum Schaden der Sicherheit Indonesiens“. Er war zu diesem Zeitpunkt nach außen hin Priesteranwärter, gleichzeitig aber Mitglied der Resistência Nacional dos Estudantes de Timor-Leste (RENETIL), der studentischen Widerstandsbewegung der Exil-Osttimoresen. Dias betont aber, dass er nie Uniform oder Waffen trug.
1992 wurde Dias aus dem Gefängnis entlassen. Er ging nach Europa, um sein Studium fortzusetzen, während er gleichzeitig weiter als Unabhängigkeitsaktivist arbeitete. Dias studierte in verschiedenen Einrichtungen Diplomatie und wurde stellvertretender Repräsentant des Conselho Nacional de Resistência Timorense (CNRT) bei der Europäischen Union.
Am 12. Januar 2004 übergab Dias seine offizielle Akkreditierung als Ständiger Vertreter Osttimors bei der Europäischen Union an Romano Prodi. Mit Sitz in Brüssel war Dias auch unter anderem Botschafter für Osttimor in Belgien und Deutschland. Das Amt hatte Dias bis 2008 inne, dann übernahm in Vertretung Marciano da Silva. Dias wurde 2009 zum nationalen Direktor für Protokoll-, Konsular- und Rechtsangelegenheiten im Außenministerium ernannt.
Am 15. März 2012 übergab Dias seine Akkreditierung als Botschafter Osttimors in Malaysia. Bis 2016 war er damit auch für Myanmar zuständig. 2017 wurde Maria Olandina Isabel Caeiro Alves neue Botschafterin Osttimors in Malaysia.
2021 war Dias Generaldirektor für Konsular- und Protokollangelegenheiten im Außenministerium.